# 알렉산드르 트레티야코프 (스켈레톤 선수)
알렉산드르 블라디미로비치 트레티야코프(러시아어: Алекса́ндр Влади́мирович Третьяко́в, 1985년 4월 19일~)는 러시아의 스켈레톤 선수이다. 올림픽에서 금메달 1개, 은메달 1개, 세계 선수권 대회에서 금메달 1개, 은메달 3개, 동메달 1개, 유럽 선수권 대회에서 금메달 2개, 은메달 2개, 동메달 4개를 획득했으며, 스켈레톤 월드컵 종합 우승 2회를 달성했다. 올림픽, 세계 선수권 대회, 유럽 선수권 대회, 월드컵을 제패한 최초의 남자 선수이다.